# Chidi Imoh
Chukwudi "Chidi" Imoh (né le 27 août 1963) est un athlète nigérian spécialiste du 100 mètres.

## Carrière sportive
Étudiant à l'Université du Missouri-Columbia, Chidi Imoh remporte la médaille d'or du 100 m lors des Championnats du monde universitaires 1983 et 1985. Il s'impose par ailleurs lors des Championnats d'Afrique 1984 et 1985. Sélectionné dans l'équipe d'Afrique lors de la Coupe du monde des nations 1985, le Nigérian se classe deuxième du 100 m derrière le concurrent des Amériques, le Canadien Ben Johnson. Le 15 août 1986, il établit la meilleure performance mondiale de l'année 1986 sur 100 mètres en remportant le meeting ISTAF de Berlin en 10 s 00, temps constituant par ailleurs son record personnel.
En début de saison 1991, Chidi Imoh monte sur la troisième marche du podium du 60 m plat lors des Championnats du monde en salle de Séville (6 s 60), derrière l'Américain Andre Cason (6 s 54) et le Britannique Linford Christie (6 s 55). Participant à ses troisièmes Jeux olympiques en 1992, il remporte la médaille d'argent du relais 4 × 100 mètres aux côtés de Oluyemi Kayode, Davidson Ezinwa et Olapade Adeniken. L'équipe du Nigeria, qui établit le temps de 37 s 98, s'incline face à l'équipe des États-Unis, auteure d'un nouveau record du monde en 37 s 40.

## Palmarès
| Année | Compétition                    | Lieu      | Place | Épreuve   |
| ----- | ------------------------------ | --------- | ----- | --------- |
| 1984  | Championnats d'Afrique         | Rabat     | 1er   | 100 m     |
| 1984  | Championnats d'Afrique         | Rabat     | 1er   | 4 x 100 m |
| 1985  | Championnats d'Afrique         | Le Caire  | 1er   | 100 m     |
| 1985  | Championnats d'Afrique         | Le Caire  | 1er   | 4 x 100 m |
| 1985  | Coupe du monde des nations     | Canberra  | 2e    | 100 m     |
| 1986  | Finale du Grand Prix           | Rome      | 1er   | 100 m     |
| 1987  | Jeux africains                 | Nairobi   | 1er   | 4 x 100 m |
| 1988  | Championnats d'Afrique         | Annaba    | 1er   | 4 x 100 m |
| 1988  | Finale du Grand Prix           | Berlin    | 2e    | 100 m     |
| 1991  | Championnats du monde en salle | Séville   | 3e    | 60 m      |
| 1992  | Jeux olympiques                | Barcelone | 2e    | 4 × 100 m |